# Bahía Flinders
La bahía Flinders (en inglés: Flinders Bay) es una bahía australiana localizada en el extremo meridional de la costa occidental del Índico, cerca de la desembocadura del río Blackwood, administrativamente en el sur del Municipio de Augusta, en Australia Occidental, . La bahía se extiende desde punta Mathew, 1,5 kilómetros al noreste del cabo Leeuwin, hasta punta Ledge, a unos 8 km al este.

## Historia
Matthew Flinders fue el primero en arribar a la bahía el 7 de diciembre de 1801. En un mapa de Flinders el área se denomina "Ensenada Peligrosa". James Stirling o Septimus Roe le pusieron el nombre actual en 1829 o 1830. 

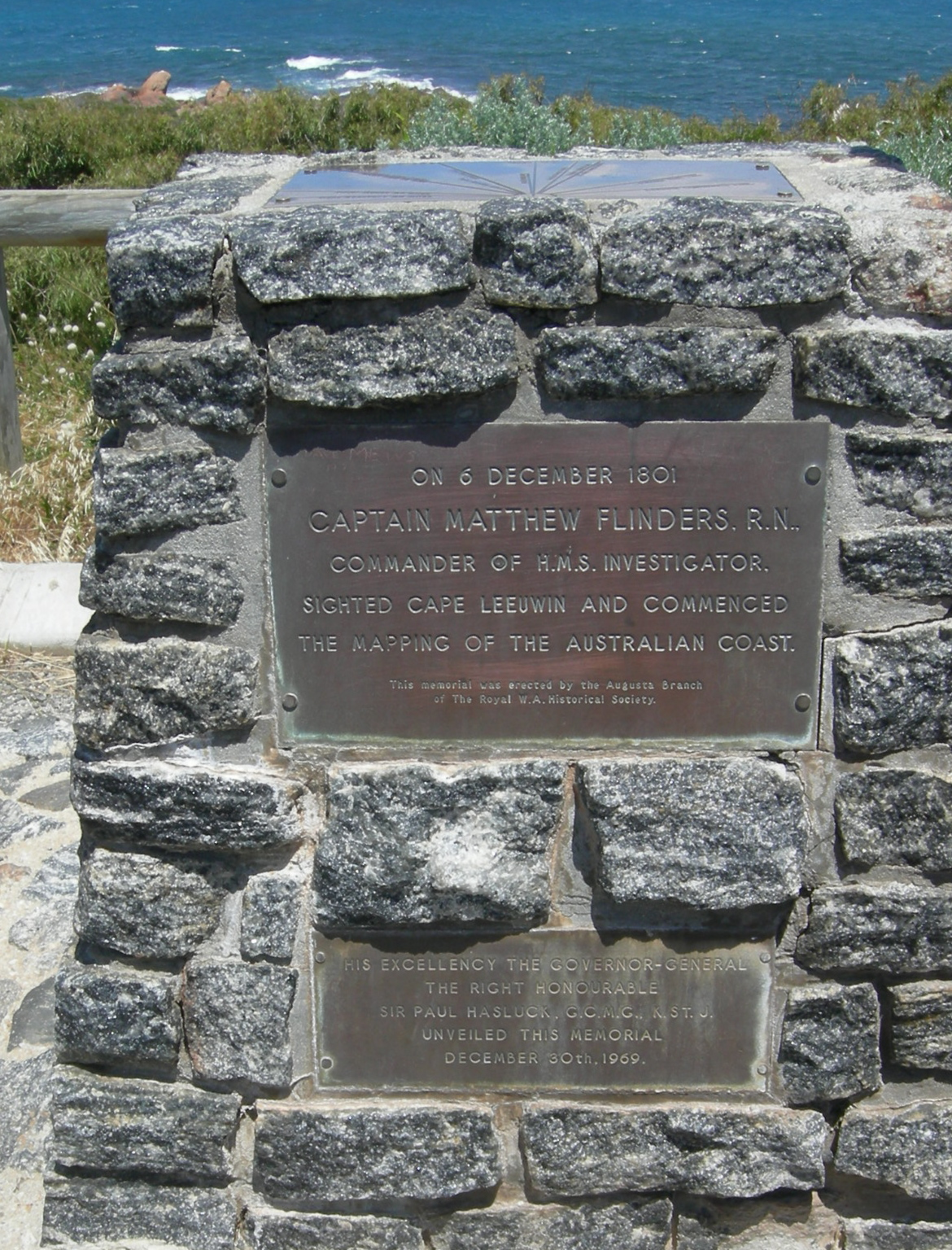
Placa de punta Mathew

## Término del ferrocarril y embarcadero
El nombre de esta localidad de la Bahía Flinders está ligado a un asentamiento pesquero y ballenero, así como al fin del ferrocarril procedente de Busselton (década de 1920, cerrado en 1957), y el primer embarcadero (década de 1890). Al principio no formaba parte de Augusta, pero ahora se considera una ampliación del sur de esta región.

## Puerto
La necesidad de una transferencia segura y eficiente de los observadores de ballenas, y de un lugar de amarre seguro en la bahía de pescadores ha visto una propuesta de un puerto deportivo en 2004, que incluía planes para el puerto deportivo cerca del antiguo asentamiento de la bahía de Flinders. La propuesta revisada en 2005 se ha trasladado a una bahía más lejana hacia el cabo Leeuwin. El sitio de Flat Rock ya está en fase de desarrollo y el Departamento de Transportes lo ha llamado "Puerto Náutico de Augusta".

## Ballenas
La zona de desembarco adyacente al antiguo patio de la estación de tren, era originalmente conocida como de "The Whaling" . Era la zona donde los barcos podrían trabajar desde en el siglo XIX y principios del XX. Hasta la década de 1970 cobertizos y rampas todavía estaban presentes. A finales del siglo XX la zona tenía la función de rescate de ballenas que encallaban muy cerca de la zona. También las empresas que participan en la observación de ballenas han utilizado más recientemente la bahía.

## Islas
La islas Saint-Aloüarn se extienden al sur de punta Matthew (en la carretera al cabo Leeuwin), y son barreras eficaces, junto con los arrecifes de los límites exteriores de la bahía hacia el sur.

## Clima
Al igual que la mayoría de las regiones costeras del suroeste de Australia Occidental, la bahía Flinders tiene un clima templado, veranos cálidos e inviernos suaves y húmedos.